# María Paula Romo
María Paula Romo (sinh ngày 4 tháng 6 năm 1979)  là một chính trị gia nữ quyền người Ecuador. Cô hiện đang giữ chức Bộ trưởng Nội vụ dưới thời Tổng thống Lenin Moreno.
Bà là thành viên của Quốc hội lập hiến xây dựng Hiến pháp hiện tại của Ecuador từ năm 2007 đến năm 2008. Sau đó, bà đã giành được một ghế tại Quốc hội Ecuador trong giai đoạn 2009-2013. Vào năm 2011, cô đã được xếp hạng thứ tư trong số những gương mặt mới của những người đọc suy nghĩ của Chính sách đối ngoại, vì "cam kết với dân chủ và quyền của phụ nữ".
Cô gia nhập chính trị vào năm 2004 với tư cách là một trong những người sáng lập "Ruptura de los 25", một phong trào cánh tả chính trị tham gia vào các cuộc biểu tình lật đổ tổng thống khi đó là Lucio Gutiérrez. Hai năm sau, Ruptura de los 25 ủng hộ Rafael Correa trong nỗ lực thành công của ông để trở thành Tổng thống của Ecuador trong cuộc tổng tuyển cử năm 2006 ở Ecuador.
Nhóm đã phá vỡ liên minh với Correa vào năm 2010 sau khi anh ta thực hiện những hành động mà họ cho là độc đoán. Romo đã tham gia cùng Ruptura de los 25 trong cuộc tổng tuyển cử năm 2013 để phản đối Correa, nhưng cô đã không giữ vững vị trí của mình.
Tổng thống Lenin Moreno đã chọn Romo làm Bộ trưởng Nội vụ của Ecuador vào ngày 31 tháng 8 năm 2018.